# An Odd Entrances
An Odd Entrances — восемнадцатый студийный альбом американской рок-группы Thee Oh Sees из Сан-Франциско. Он был выпущен 18 ноября 2016 года лейблом Castle Face Records. Это 12-й альбом, выпущенный под полным названием «Thee Oh Sees», после того как группа ранее была известна как «OCS», «The Ohsees» и «The Oh Sees».
Альбом был записан в ходе тех же сессий, что и предыдущий альбом группы, A Weird Exits, выпущенный тремя месяцами ранее.
Это последний альбом группы с барабанщиком Райаном Моутинью, который покинул группу за два дня до его выпуска, а также последний альбом, выпущенный под названием Thee Oh Sees.

## Отзывы
| Совокупная оценка    | Совокупная оценка |
| Источник             | Оценка            |
| -------------------- | ----------------- |
| Metacritic           | 70/100            |
| Оценки критиков      |                   |
| Источник             | Оценка            |
| AllMusic             | [ 4 ]             |
| Consequence of Sound | B                 |
| Pitchfork            | [ 6 ]             |

Альбом получил положительные оценки и признание от музыкальных критиков. На интернет-агрегаторе Metacritic, который присваивает нормализованный рейтинг из 100 баллов по рецензиям основных изданий, альбом  An Odd Entrances получил средний балл 70 из 100, основанный на нескольких профессиональных рецензиях.
В положительном обзоре для AllMusic Тим Сендра похвалил как альбом, так и общее творчество группы за 2016 год. Обсуждая песни «The Poem» и «At the End, On the Stairs», он написал: «Обе эти песни, а также звуковые эксперименты, которые их окружают, хвастаются тем, насколько впечатляюще хороши были Дуайер и Thee Oh Sees в 2016 году. Наполненный уверенными исследованиями, звуковым волшебством, искусными манипуляциями гитарой и плотным песенным мастерством, этот альбом „остатков“ так же хорош, как и большинство лучших работ их современников». Отмечая психоделический сдвиг в тоне группы, Нина Коркоран из Consequence of Sound благосклонно сравнила An Odd Entrances с более ранними работами группы: «An Odd Entrances, сопутствующая работа к A Weird Exits, не только расширяет его авторский стиль, но и укрепляет состав группы, показывая способность Дуайера направлять Thee Oh Sees к другому концу безумия».

## Список композиций
Слова и музыка всех песен — Thee Oh Sees, кроме «Nervous Tech (Nah John)», происходящей из Go Head John Майлза Дэвиса.
| №  | Название                    | Длительность |
| -- | --------------------------- | ------------ |
| 1. | «You Will Find It Here»     | 5:58         |
| 2. | «The Poem»                  | 3:20         |
| 3. | «Jammed Exit»               | 6:34         |
| 4. | «At the End, On the Stairs» | 2:45         |
| 5. | «Unwrap the Fiend Pt. 1»    | 3:04         |
| 6. | «Nervous Tech (Nah John)»   | 8:01         |